# Amata Kabua
Amata Kabua (Jaluit Atoll, 17 de novembro de 1928 — Honolulu, 19 ou 20 de dezembro de 1996) foi o primeiro presidente das Ilhas Marshall desde 1979 a 1996 (cinco mandatos consecutivos).
Amata faleceu durante seu quinto mandato, no final de 1996, depois de uma longa doença, no Havaí. Foi sucedido por seu primo, Imata Kabua.